# Heinrich Aigner
Pour les articles homonymes, voir Aigner.
Heinrich Aigner, né le 25 mai 1924 à Ebrach et mort le 24 mars 1988 à Amberg, est une personnalité politique allemande de la CSU.

## Biographie
Heinrich Aigner naît le 25 mai 1924 à Ebrach.
Il est membre du Bundestag de 1957 à 1980.
Heinrich Aigner meurt le 24 mars 1988.

## Distinctions
- Croix de commandeur de l'ordre du Mérite